# Buč Kesidi
Buč Kesidi je srpska muzička grupa iz Pančeva. Grupa je nastala 2013. godine, a čine je gitarista Luka Racić i bubnjar Zoran Zarubica. Oba člana benda doprinose pisanju muzike i tekstova, a njihova muzika se najbliže uklapa u žanr indi roka.

## Istorija

### Osnivanje i prvi album (2013-2016)
Članovi benda, u koje se tada ubrajao i basista Alen Duš, su se prethodno poznavali iz srednje škole, gde su svirali zajedno u drugim bendovima. Prvi bend u kojem se nalaze sva tri buduća člana Buč Kesidija zove se „Aleksandar Mitrović i bend”, čiji se repertoar sastoji od obrada domaćih pop, rok, novotalasnih i šlager hitova, i čiji sastav pored Racića (gitara, prateći vokal), Zarubice (bubanj, prateći vokal) i Duša (bas gitara, prateći vokal) čine Aleksandar Mitrović „Coa” (vokal, saksofon) i Nebojša Kozlovački „Neba” (gitara).
Sredinom 2013. godine Racić i Zarubica pišu svoje prve originalne pesme, koje uvežbavaju i izvode sa bendom zajedno sa obradama. 2014. godine Racić, Zarubica i Duš se odvajaju i nastavljaju da sviraju pod imenom Buč Kesidi, i počinju saradnju sa producentom Milanom Bjelicom i pančevačkim Studiom Krokodil koji drže braća Petar i Vuk Stevanović (članovi benda Ljubičice). Krajem 2015, Buč Kesidi izdaje prvi singl i spot za pesmu Jaa (imam plaan) za izdavačku kuću Lampshade Media, a zatim i EP Španska serija početkom 2016.
Tokom leta 2016. bend završava snimanje debi albuma Posesivno-ospulsivni hospul, koji objavljuje u novembru 2016. godine. Album je snimljen, miksan i masterovan u Studiju Krokodil u Pančevu. Album prati još četiri video spota i niz koncerata u klubovima i festivalima po Srbiji, uključujući velike koncerte u Božidarcu sa bendovima Jarboli i Stuttgart Online, i u Mikser hausu sa bendom Artan Lili.

### Euforijai regionalni uspeh (2017-2021)
Tokom 2017. godine, bend počinje da piše i izvodi nove pesme, među kojima je i pesma Nema ljubavi u klubu koju biraju da snime kao naredni singl. U ovom periodu, basista Alen Duš napušta bend, i posle nekoliko kratkoročnih zamena na mestu basiste, bend nastavlja da radi kao dvojac. Ova promena u sastavu benda prouzrokuje da se bend okrene korišćenju sintisajzera i semplera uživo, što ih dovodi do modernijeg zvuka sa uticajima elektronske muzike.
Krajem 2018. godine bend izdaje singl i spot za pesmu Nema ljubavi u klubu kojom najavljuje drugi album, sada za izdavačku kuću „Kontra”. Nema ljubavi u klubu brzo privlači pažnju publike i kritike, i pojavljuje se na nekoliko onlajn portala kao jedan od najboljih singlova 2018. godine. Aprila 2019. godine izlazi naredni singl sa novog albuma, Đuskanje ne pomaže, u kojem Zarubica po prvi put preuzima ulogu glavnog vokala i tekstopisca. Leto 2019. godine obeležavaju nastupi na festivalima širom zemlje, u koje se ubrajaju Arsenal fest, Beer Fest i nastup na glavnoj bini EXIT festivala, kao i letnji singl TIHO, ponovo sa Zarubicom na glavnom vokalu.
U novembru 2019. godine, Buč Kesidi izdaje drugi album pod nazivom Euforija. Album je snimljen u Studiju Krokodil u Pančevu, produkciju i miks potpisuje Milan Bjelica, a na albumu se pored Racića (vokal, gitara, bas gitara, sintisajzeri) i Zarubice (vokal, bubanj, perkusije) kao muzičari pojavljuju i Petar Pupić (sintisajzeri, klavijature) i Petar Stevanović (bas gitara, dodatne gitare, klavir).
Euforija je odmah propraćena promocionom turnejom tokom zime, koju su činili rasprodati koncerti u Novom Sadu, Nišu, Skoplju, Zagrebu, Sarajevu, kao i dva rasprodata celovečernja koncerta u sali Amerikana Doma omladine Beograda. Album je kritički vrlo dobro primljen, sa velikim brojem pozitivnih recenzija koje ga često navode kao domaći album godine. Nakon koncerata na festivalima MENT u Ljubljani i ESNS - Eurosonic Noorderslag u Holandiji, planirano je da se promotivna turneja nastavi tokom proleća, ali je zaustavljena usled pandemije kovida 19. U avgustu 2020, snimljen je spot za pesmu Nedelja ujutru, koja je objavljena kao singl sa albuma.
U oktobru 2020, bend snima eksperimentalni koncertni film pod nazivom Euforija uživo, u izvršnoj produkciji kuće Bassivity Studios. U režiji Davida Jovanovića, film je snimljen tokom jednog dana za 19 sati, i uz dokumentarne i igrane elemente prikazuje uživo izvođenja pesama sa albuma Euforija. Tokom leta 2021. Euforija uživo dobija regionalnu bioskopsku i festivalsku turneju, sa premijernim prikazivanjima u bioskopima u Srbiji, Hrvatskoj i Bosni i Hercegovini, i propraćena je izdavanjem istoimenog muzičkog albuma.
U julu 2021, nakon više od godinu dana koncertne pauze, Buč Kesidi je pred više od 10 000 ljudi nastupio na Main Stage-u EXIT Festivala u Novom Sadu. Ovime se nastavlja regionalna turneja na kojoj koncertno promovišu album Euforija, koja nakon EXIT-a uključuje nastupe na Lovefest-u, OK Fest-u, u Sarajevu, Splitu, Skoplju, kao i rasprodate samostalne koncerte u Novom Sadu, Podgorici, u Beogradu (na Kalemegdanu) i pet rasprodatih koncerata u Zagrebu.

### Nastavak turneje i treći album (2022-)
Krajem 2022. godine bend izdaje singl Curimo po asfaltu kojim najavljuje treći album, a za kojim 2023. slede singlovi Skupi snagu i Trebaš mi. Tokom 2022-2024. godine bend nastavlja koncertnu promociju Euforije i novih singlova na festivalima i solističkim koncertima po regionu, dok paralelno piše i snima pesme za treći album.
U 2023. Buč Kesidi održava najveće samostalne koncerte u Novom Sadu (u Spens-u), Zagrebu (na stadionu Šalata) i Beogradu (na stadionu Tašmajdan), od kojih je koncert u Beogradu snimljen i izdat kao album Uživo sa stadiona Tašmajdan. Pored ovih, održani su i rasprodati samostalni koncerti u Ljubljani i Nišu, kao i niz koncerata na festivalima širom regiona. Na samostalnim koncertima Buč Kesidija su kao podrška nastupali izvođači kao što su Joker Out, Bojana Vunturišević, Keni nije mrtav, Džipsii, Vizelj i Dram.

## Članovi

### Sadašnji
- Luka Racić — vokal, gitara (2013—danas)
- Zoran Zarubica — vokal, bubanj, udaraljke (2013—danas)

### Bivši
- Alen Duš — bas gitara, prateći vokal (2013—2017)

## Diskografija

### Studijski albumi
- Posesivno-ospulsivni hospul (2016)
- Euforija (2019)
- Moderne veze (2025)

### izdanja
- Španska serija (2016)

### Albumi uživo
- Euforija uživo (2021)
- Uživo sa stadiona Tašmajdan (2023)

## Nagrade i nominacije
| Godina | Nagrada                  | Kategorija                      | Nominovano delo                            | Ishod      | Ref.   |
| ------ | ------------------------ | ------------------------------- | ------------------------------------------ | ---------- | ------ |
| 2019.  | Nagrada Milan Mladenović |                                 | Đuskanje ne pomaže                         | Nominacija | [ 17 ] |
| 2020.  | Nagrada Milan Mladenović | Tiho                            | Nominacija                                 | [ 18 ]     |        |
| 2020.  | Music Awards Ceremony    | Alternativna pop numera         | Nema ljubavi u klubu                       | Osvojeno   | [ 19 ] |
| 2020.  | Nagrada Impala           | Evropski nezavisni album godine | Euforija                                   | Nominacija | [ 20 ] |
| 2020.  | Nagrade Godum            | Nagrada za nove nade            | —                                          | Osvojeno   | [ 21 ] |
| 2020.  | Nagrade Runda            | Najbolja pesma                  | Nedelja ujutru                             | Osvojeno   | [ 22 ] |
| 2021.  | Nagrade Runda            | Najbolji izvođač                | —                                          | Osvojeno   | [ 23 ] |
| 2023.  | Music Awards Ceremony    | Rok numera godine               | Idemo do hodnika (iz filma Euforija uživo) | Osvojeno   | [ 24 ] |
| 2023.  | Music Awards Ceremony    | Koncert godine                  | Banovina (Niš)                             | Nominacija | [ 24 ] |
| 2023.  | Music Awards Ceremony    | Album godine                    | Euforija uživo                             | Nominacija | [ 24 ] |

## Spoljašnje veze
- Zvanični veb-sajt
- Buč Kesidi на веб-сајту
- Buč Kesidi на веб-сајту  (језик: енглески)
- Buč Kesidi на веб-сајту
- Buč Kesidi на веб-сајту
- Buč Kesidi на веб-сајту
- Buč Kesidi на веб-сајту
- Intervju za Before Afterportal Balkanrok
- Intervju za